# Rapšach
Rapšach är en ort i Tjeckien. Den ligger i regionen Södra Böhmen, i den södra delen av landet, 140 km söder om huvudstaden Prag. Rapšach ligger 474 meter över havet och antalet invånare är 543.
Terrängen runt Rapšach är platt. Runt Rapšach är det glesbefolkat, med 20 invånare per kvadratkilometer. Närmaste större samhälle är Suchdol nad Lužnicí, 4,2 km väster om Rapšach. Omgivningarna runt Rapšach är en mosaik av jordbruksmark och naturlig växtlighet.